# Biens et services
Cet article court présente un sujet plus développé dans : Biens et services marchands et Services non marchands.

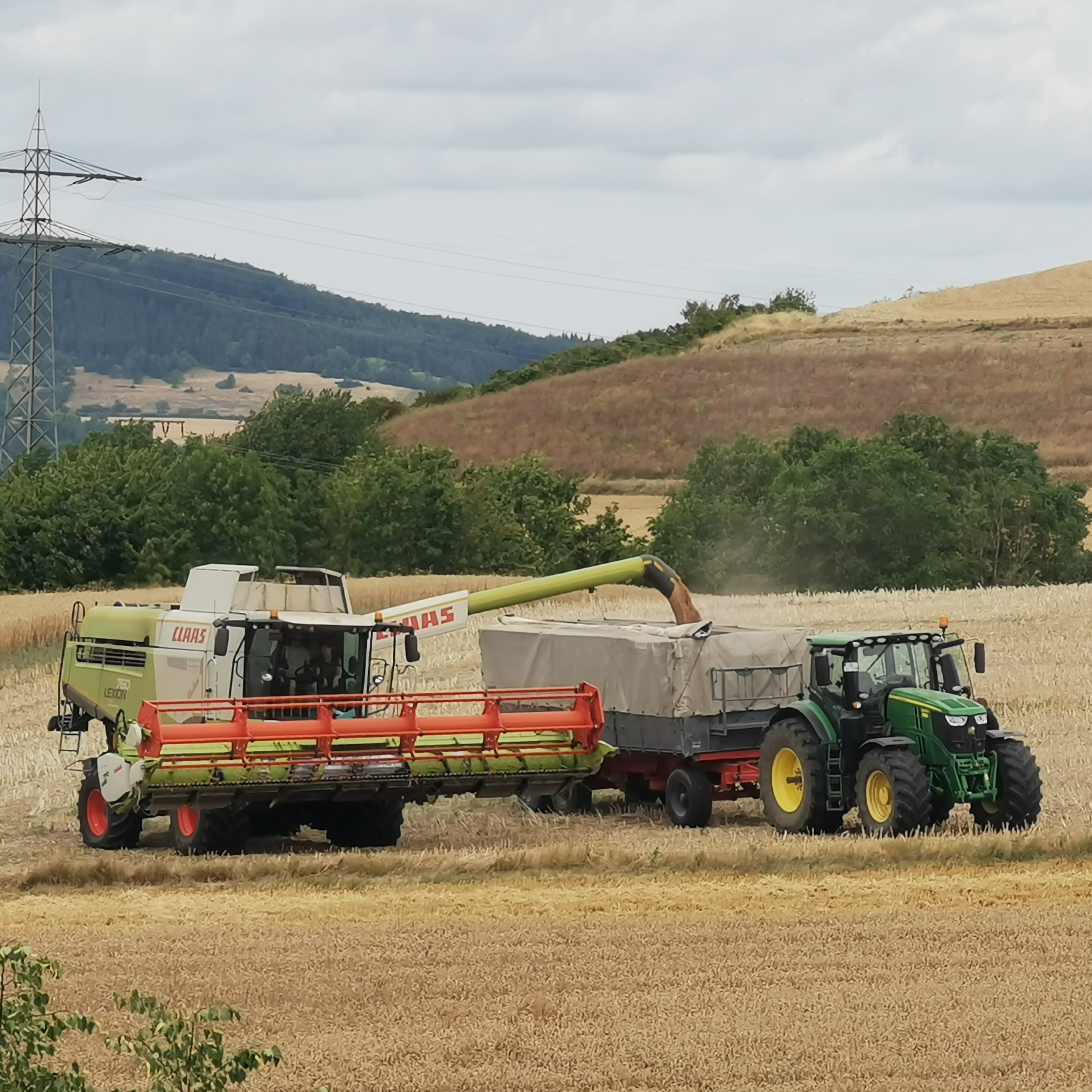

En comptabilité nationale, les biens et services sont l'ensemble des produits fabriqués par les entreprises, les administrations publiques, les organisations.
On distingue les biens, matériels pouvant être conservés, des services, qui sont immatériels et doivent être consommés dans l'immédiat.
La comptabilité nationale établit généralement deux ensembles :
- les biens et services marchands ;
- les services non marchands.